# Jun Hoong Cheong
Jun Hoong Cheong (* 16. April 1990 in Ipoh) ist eine malaysische Wasserspringerin, die im Kunst- und Turmspringen sowie im Synchronspringen antritt.
Cheong bestritt bei der Juniorenweltmeisterschaft 2006 in Kuala Lumpur ihre ersten internationalen Titelkämpfe. Vom 3-m-Brett belegte sie Rang acht. Zwei Jahre später erreichte sie bei der Juniorenweltmeisterschaft in Aachen im 3-m-Synchronspringen Rang sechs. Cheong debütierte schließlich im Jahr 2007 auch im Erwachsenenbereich und nahm an der Weltmeisterschaft in Melbourne teil, schied dort jedoch vom 10-m-Turm nach dem Vorkampf aus. Erste Erfolge errang sie im Jahr 2010. Bei den Commonwealth Games in Delhi wurde sie vom 1-m-Brett Zehnte und mit Traisy Tukiet im 10-m-Synchronspringen Fünfte. Cheong startete auch bei den Asienspielen in Guangzhou. Dort konnte sie mit Bronze vom 1-m-Brett ihre erste internationale Medaille gewinnen.
Cheong nahm an der Weltmeisterschaft 2011 in Shanghai teil. Vom 1-m- und 3-m-Brett schied sie jedoch jeweils nach dem Vorkampf aus. Sie konnte beim Weltcup 2012 in London vom 3-m-Brett im Einzel- und mit Pandelela Rinong Pamg im Synchronwettbewerb jeweils einen Quotenplatz für die Olympischen Spiele an gleicher Stelle erringen.